# Time Flies (Porcupine Tree)
Time Flies è un singolo del gruppo musicale britannico Porcupine Tree, pubblicato l'11 agosto 2009 come unico estratto dal decimo album in studio The Incident.

## Tracce
1. Time Flies (Edit) – 5:23

## Formazione
- Steven Wilson – voce, chitarra, tastiera
- Colin Edwin – basso, contrabbasso
- Richard Barbieri – sintetizzatore, tastiera
- Gavin Harrison – batteria, percussioni